# Павло-Антоновка
Па́вло-Анто́новка (рос. Павло-Антоновка) — село у складі Тоцького району Оренбурзької області, Росія.

## Населення
Населення — 384 особи (2010; 431 у 2002).
Національний склад (станом на 2002 рік):
- росіяни — 86 %